# Pável Trenijin
Pavel Trenikhin (Rusia, 24 de marzo de 1986) es un atleta ruso, especialista en la prueba de 4x400 m en la que llegó a ser campeón europeo en 2010.

## Carrera deportiva
En el Campeonato Europeo de Atletismo de 2010 ganó la medalla de oro en los relevos 4x400 metros, con un tiempo de 3:02.14 segundos, llegando a meta por delante de Reino Unido y Bélgica, siendo sus compañeros de equipo: Maksim Dyldin, Aleksey Aksyonov y Vladimir Krasnov.
Cuatro años después, en el Campeonato Europeo de Atletismo de 2014 ganó la medalla de plata en la misma prueba, con un tiempo de 2:59.38 segundos, llegando a meta tras Reino Unido y por delante de Polonia (bronce), siendo sus compañeros de equipo: Maksim Dyldin, Nikita Uglov, Vladimir Krasnov y Pavel Ivashko.